# Medvědí hory (Rybník nad Radbuzou)
Der Bernsteiner Rücken (tschechisch: Medvědí hory) ist ein Gebirgsrücken des mittleren Oberpfälzer Waldes. 
Er befindet sich im Okres Domažlice und erstreckt sich in Nord-Süd-Richtung entlang der deutsch-tschechischen Grenze.
Im Westen begrenzt ihn das Tal der Bayerischen Schwarzach, im Osten das Radbuzatal.
Im Norden reicht er bis zum Tal des Johannesbächleins und im Süden bis zum 600 m hohen Pass zwischen Schwarzach und Rybník nad Radbuzou (deutsch: Waier).
Der Bernsteiner Rücken wird gebildet aus dem 790 m hohen Eisenberg im Norden und dem 792 m hohen Großen Fels im Süden.
Auf der Ostseite des Bernsteiner Rückens liegen die Ortschaften Mostek (deutsch: Schwanenbrückl) und Rybník nad Radbuzou (deutsch: Waier), auf seiner Westseite die Ortschaften Waldhäuser und Schwarzach.
Die gute, asphaltierte Straße von Schwarzach nach Rybnik ist nur für Fußgänger und Radfahrer frei, für den Autoverkehr aber gesperrt.
Ein weiterer 810 m hoher Pass befindet sich im Norden zwischen Glöckelberg (Malý Zvon) und Eisenberg.

## Belege
1. ↑  Josef Bernklau: Die Bodengestalt. In: Franz Liebl, Heimatkreis Bischofteinitz (Hrsg.): Unser Heimatkreis Bischofteinitz. Brönner & Daentler KG, Eichstätt 1967, S. 10.
2. ↑  https://geoportal.bayern.de/bayernatlas/index.html?bgLayer=tk&zoom=9&lang=de&topic=ba&layers=e528a2a8-44e7-46e9-9069-1a8295b113b5&layers_visibility=false&E=4547437.12&N=5487048.80&catalogNodes=122